# دوري الدرجة الثانية البيروي 1944
دوري الدرجة الثانية البيروفي 1944 هو موسم من دوري الدرجة الثانية البيروفي ‏. فاز فيه Ciclista Lima Association ‏.